# Český rybářský svaz
Český rybářský svaz, z. s., je spolek, jehož posláním je zejména vykonávat rybářské právo ve smyslu zákona o rybářství. Sdružení se kromě rybářství věnuje ochraně přírody, udržování přirozené biodiverzity, práci s mládeží a v neposlední řadě také zaštiťuje závodní lov, což zahrnuje plavanou, muškaření, přívlač a feeder, a také rybolovnou techniku. Čeští sportovci jsou v těchto disciplínách na mezinárodním poli poměrně úspěšní.
Český rybářský svaz vznikl v roce 1968 rozdělením tehdejšího Československého svazu rybářů na Slovenský rybársky zväz a právě Český rybářský svaz. V roce 1990 došlo k odštěpení tehdejšího Jihomoravského územního svazu, z něhož vznikl Moravský rybářský svaz. V současnosti patří Český rybářský svaz mezi největší zájmová sdružení v České republice. Sdružuje více než 250 tisíc členů organizovaných prostřednictvím 481 místních organizací, které jsou sdružené do sedmi územních svazů.

## Činnost
- Provozovat akvakulturu, chovat, chránit a lovit ryby, chovat a lovit vodní organismy, ochraňovat jejich život a životní prostředí.
- Poskytovat metodickou pomoc a služby pro organizační jednotky Svazu a jeho členy včetně nákupu a distribuce rybích násad pro další produkci a pro zarybňování rybářských revírů.
- Chránit přírodu, čistotu vod a životní prostředí.
- Podílet se na mimoškolní výchově dětí a mládeže v oboru rybářství a rybářského sportu, na ochraně přírody, čistoty vod a životního prostředí.
- Podílet se na zapojování osob se zdravotním postižením do činnosti Svazu.
- Rozvíjet a popularizovat rybářský sport, organizovat rybářské soutěže na všech úrovních.
- Spolupracovat s českými a zahraničními orgány, organizacemi a institucemi, jejichž činnost se dotýká rybářství a životního prostředí.
- Svaz a jeho organizační jednotky mohou též provádět obchodní činnost v souladu s obecně závaznými právními předpisy.

## Struktura
Český rybářský svaz sestává z 478 místních organizací, které náleží do sedmi územních svazů:
- Středočeský územní svaz
- Územní svaz města Prahy
- Jihočeský územní výbor
- Západočeský územní svaz
- Severočeský územní svaz
- Východočeský územní svaz
- Výbor územního svazu pro Severní Moravu a Slezsko

## Současnost Českého rybářského svazu
- 7 územních svazů.
- 481 místních organizací.
- 250 279 členů (z toho 222 115 dospělých a 28 164 členů mladších 18 let).
- 1 290 rybářských revírů (z toho 836 mimopstruhových a 454 pstruhových).
- 35 256 hektarů rybářských revírů (z toho 31 965 ha mimopstruhových a 3 291 ha pstruhových).
- ČRS vydává povolenky k lovu ryb s různým rozsahem platnosti. Nejširší platnost mají celorepubliková a celosvazová povolenka, následují územní povolenky jednotlivých územních svazů ČRS a místní povolenky na konkrétní rybářské revíry.
- Rybářství v ČR legislativně upravuje zákon č. 99/2004 Sb., o rybářství a jeho prováděcí vyhláška č. 197/2004 Sb., v platném znění.
- Činnost v rámci ČRS je upravena vnitrosvazovými předpisy (Stanovy a Jednací řád).

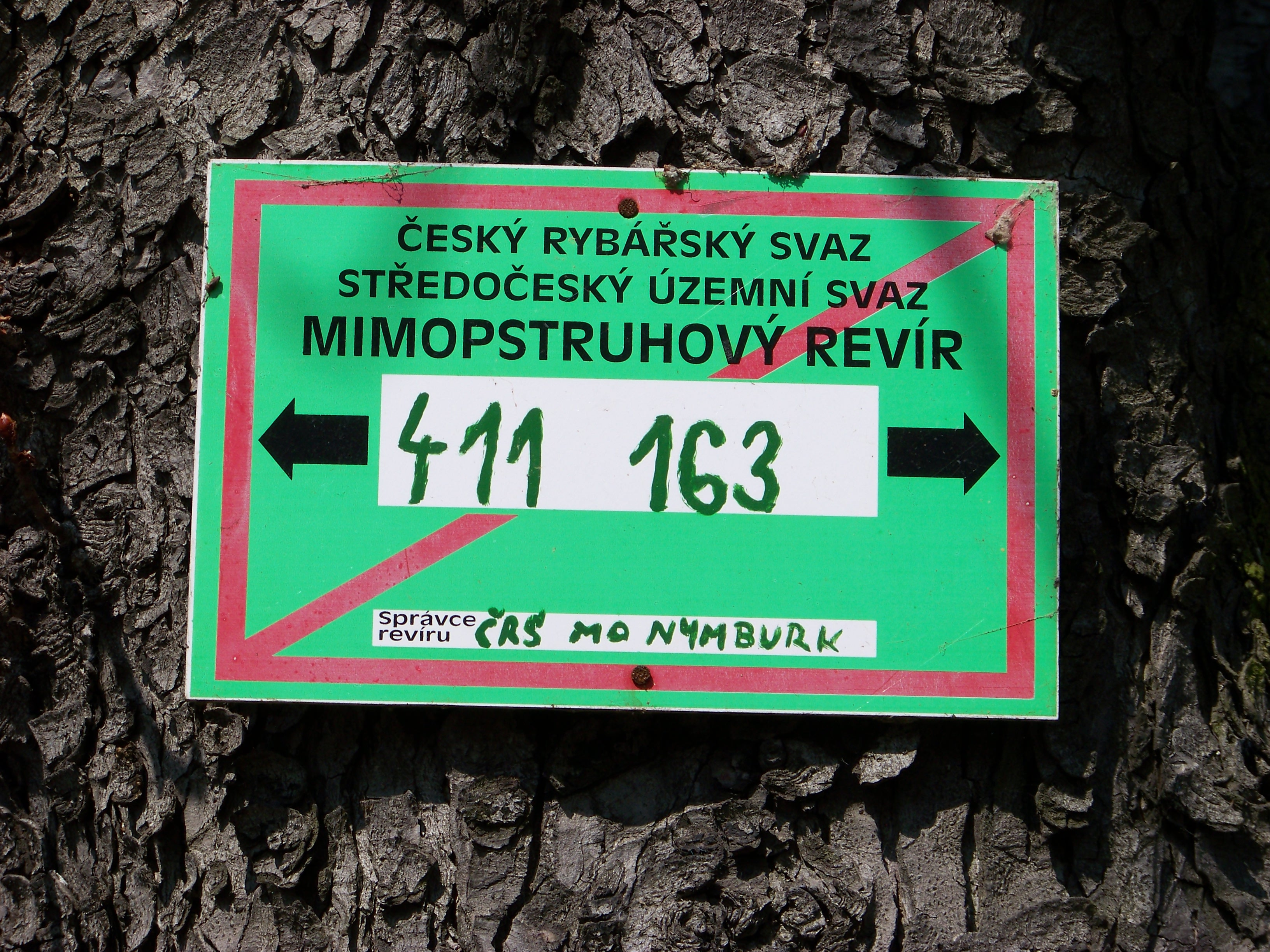
Revír v Nymburku

## Ochrana rybářských revírů
- Ochrana rybářských revírů a rybochovných zařízení je zajišťována rybářskou stráží, která má status úřední osoby.
- Rybářskou stráž ustanovuje obecní úřad obce s rozšířenou působností na návrh uživatele rybářského revíru či jiného oprávněného subjektu.
- V rámci ČRS působí v současnosti téměř 4 800 členů rybářské stráže, kteří vykonávají tuto funkci dobrovolně a 12 členů profesionální rybářské stráže (2 u ÚS města Prahy, 4 u Západočeského ÚS, 5 u Moravskoslezského ÚS a 1 u Rady ČRS).

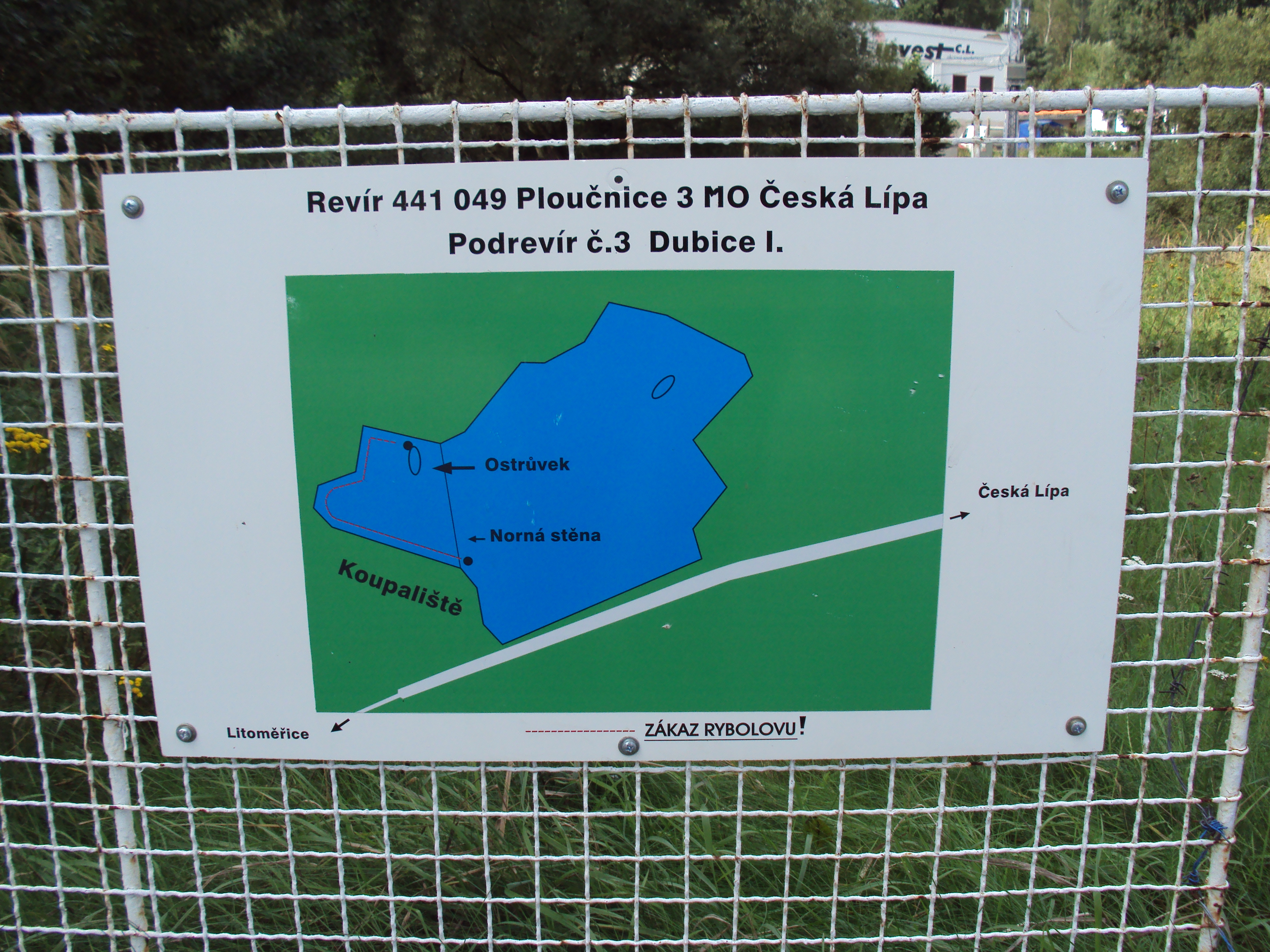
Revír v Česká Lípa

## Péče o životní prostředí a čistotu vod
- ČRS průběžně sleduje kvalitu vody v rybářských revírech a snaží se předcházet haváriím.
- Aktivně se zapojuje do řešení problematiky zprůchodňování vodních toků, do řízení při povolování nebo změně povolení k provozu malých vodních elektráren, odběrech vody, úpravách koryt vodních toků, apod.
- ČRS se zabývá sledováním vývoje počtů rybožravých predátorů a vyhodnocováním jejich vlivu na společenstva volných vod. Zapojuje se do jednání s orgány státní správy ochrany přírody při řešení této problematiky.
- Spolupracuje se státní ochranou přírody při záchraně ohrožených druhů ryb a vodních organismů.

## Mezinárodní aktivity
- ČRS je členem mezinárodní organizace sportovního rybolovu CIPS (Confédération Internationale de la Péche Sportive) a jejích sportovních federací FIPS - Mouche (pro lov ryb udicí na umělou mušku) a FIPS - e.d. (pro lov ryb udicí na plavanou, přívlačí a feeder), které společně sdružují 59 zemí světa. ČRS je rovněž jedním ze 32 členů mezinárodní sportovní federace ICSF (International Casting Sport Federation - pro rybolovnou techniku).
- CIPS a ICSF jsou federace spadající pod mezinárodní organizaci olympijských a neolympijských sportů SportAccord (dříve GAISF - Games Association International Sport Federation), což ČRS zaručuje účast na Světových rybářských hrách pořádaných jedenkrát za čtyři roky v některém z vybraných států světa. ICSF je členem Mezinárodní asociace Světových her (IWGA).
- ČRS úzce spolupracuje s rybářskými svazy některých zemí Evropy, a to v mezinárodní organizaci EAF (Evropské rybářské fórum). Členy EAF jsou Německo, Rakousko, Polsko, Francie, Maďarsko, Slovensko, Belgie a ČR. Tato organizace si klade za cíl hájit zájmy evropských rybářů a poskytovat platformu pro aktivní spolupráci a podporu sportovního a rekreačního rybolovu nejen mezi národními rybářskými federacemi členských zemí EAF, ale i na úrovni celé Evropské unie.

## Vzdělávací a informační činnost
- Internetové stránky Rady ČRS na adrese www.rybsvaz.cz s množstvím informací o činnosti ČRS.
- Školení uchazečů zaměřené k získání prvního rybářského lísku, rybářských hospodářů, rybářské stráže a školení osob pro obsluhu elektrického agregátu.
- Školení zaměřené k získání kvalifikačních osvědčení pro vedoucí kroužků mládeže a hlavní vedoucí táborů.
- Pravidelná publikační činnost prostřednictvím časopisu Rybářství, kterého je ČRS většinovým majitelem.
- Organizování odborných seminářů a konferencí.
- Účast na výstavách (FOR FISHING v Praze, RYBAŘENÍ v Brně, NATURA VIVA v Lysé nad Labem, ZEMĚ ŽIVITELKA v Českých Budějovicích a dalších).

## Práce s dětmi a mládeží
- Probíhá v zájmových kroužcích a klubech při místních organizacích ČRS a ve spolupráci s domy dětí a mládeže a základními školami (v rámci ČRS je evidováno kolem 700 kroužků, ve kterých se dětem věnuje na 900 vedoucích). Do zájmových kroužků se mohou děti přihlásit od 6 let.
- Podporuje rozvoj vědomostí a pozitivního vztahu k rybářství, přírodě, životnímu prostředí a dává prostor k příjemnému a zdravému trávení volného času dětí a mládeže.
- Nedílnou součástí práce s mládeží je také hledání nových talentů pro závodní činnost.

- Vyvrcholením celoroční práce s dětmi jsou tyto významné akce:
  - Přírodovědná soutěž "Zlatá udice" - soutěž rybářské mládeže ve znalostech a dovednostech v praktickém rybolovu.
  - Letní tábor - se zaměřením na zdokonalování mládeže ve sportovním rybolovu a rybářských znalostech.
  - Setkání rybářské mládeže - akce pro vybrané děti jako odměna za jejich celoroční činnost.

- Rybářský lístek pro děti má odlišné podmínky pro ČRS a MRS.

## Sportovní (závodní) lov ryb
- Je nedílnou součástí činnosti ČRS.
- Pořádání závodů má dlouholetou tradici.
- ČRS v průběhu roku pořádá řadu domácích a mezinárodních soutěží (od místních závodů až po mistrovství republiky a mistrovství světa) a připravuje a vysílá reprezentaci ČR na mezinárodní závody a šampionáty.
- Na těchto silně obsazených mezinárodních šampionátech naši reprezentanti pravidelně získávají ta nejvyšší ocenění a úspěšně tak reprezentují ČRS a Českou republiku. Rybolovná technika je sport, ve kterém česká reprezentace získala nejvíce medailí na světových hrách pro neolympijské sporty (stav do roku 2016).
- Závodnímu lovu ryb udicí na plavanou se věnuje i řada hendikepovaných rybářů.
- Nejrozšířenější disciplíny sportovního lovu ryb udicí jsou:
- rybolovná technika - házení mušky nebo zátěže prutem na cíl nebo do dálky (v roce 2005 oslavil tento sport 70. výročí od svého založení),
- plavaná,
- muška,
- přívlač,
- feeder.